# ジャン・ギャバン

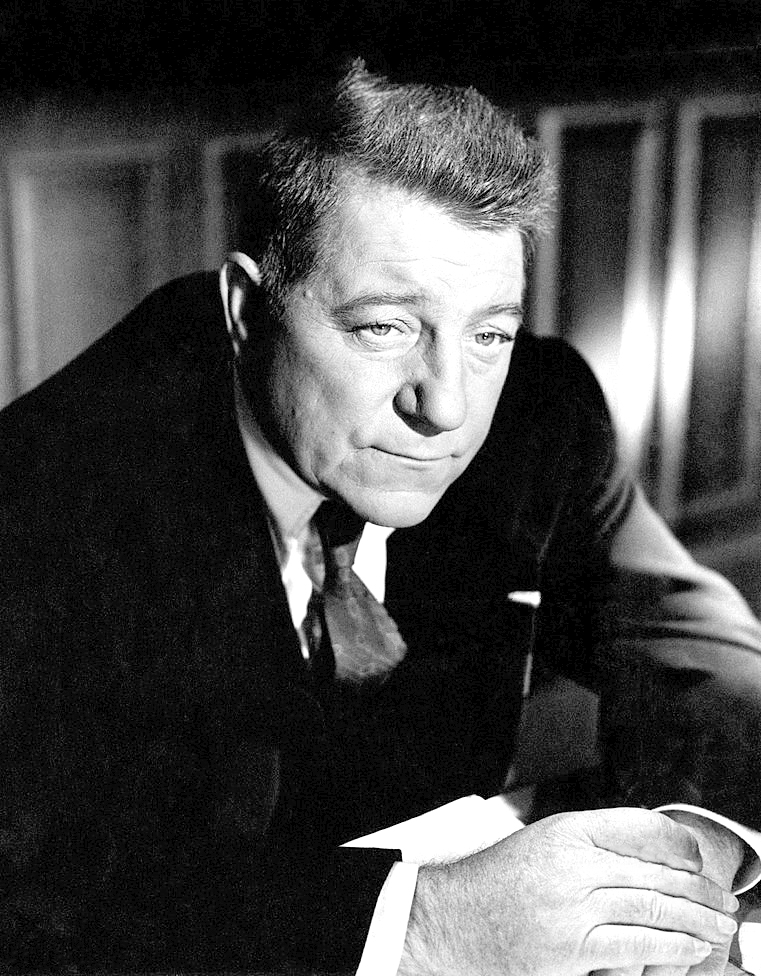
1955年のギャバン「首輪のない犬」より

ジャン・ギャバン（仏: Jean Gabin、1904年5月17日 - 1976年11月15日）は、フランスの映画俳優、歌手。戦前から戦後にかけてのフランス映画を代表するスターであり、深みのある演技と渋い容貌で人気を博した。

## 来歴・人物
1904年、パリ9区ロシュシュアール大通り（Boulevard de Rochechouart）23番地に生まれる。ギャバンの父はミュージック・ホールの役者、母は歌手であり、ギャバンも自然に芝居の道へ入った。場末のミュージック・ホールで主に活動し、この時期に演技はもちろん、歌についても相当の修練を経ている。
1930年、『メフィスト』ではじめて映画に出演。しばらく鳴かず飛ばずの状態だったが、1935年にジュリアン・デュヴィヴィエが監督となった『地の果てを行く』に出演し、これで当りをとった。以降デュヴィヴィエとのコンビで『ゴルゴダの丘』『我等の仲間』『望鄕』に出演。ことに『望鄕』によってギャバンはその名声を不動のものとする（この映画のなかでギャバンはシャンソンを実際に歌っていて、ミュージック・ホール時代の面影を彷彿とさせる）。
1937年にジャン・ルノワール監督の『大いなる幻影』に出演して後は活動の幅を広げ、同監督の『獣人』、マルセル・カルネの『霧の波止場』でも演技を見せるが、第二次世界大戦の激化にともないアメリカへ移住。この時期にはギャバンにめずらしく『夜霧の港』のようなアメリカ映画にも出演している。
戦後、フランスへ帰国。1954年にはジャック・ベッケルの『現金に手を出すな』に主演し、同作品によってヴェネツィア国際映画祭男優賞受賞。1950年代はギャバンの円熟期とも称すべき時期で、1954年のうちにマルセル・カルネの『われら巴里ッ子』やジャン・ルノワールの『フレンチ・カンカン』などにも出演している。
1960年代以降は渋い老役を中心に脇役にまわるようになり、『地下室のメロディー』や『暗黒街のふたり』などの重厚な演技が知られる。またこの時期にはシムノンのメグレ警視役を持役にしてシリーズ作品が作られた。
ギャング映画に数多く出演し、晩年はマフィアの組長役などを好演した。三度の結婚と三度の離婚を経験し、マレーネ・ディートリヒと浮名を流したことでも有名。気さくな性格で、共演者からも愛された俳優だった。1976年11月15日午前6時（日本時間午後2時）パリ西部郊外にあるヌイイのアメリカン病院にて心臓発作により逝去。72歳没。
没後には、ルイ・ド・フュネスの先導により、フランス映画の若い男優に贈られるジャン・ギャバン賞が設立され、1981年から2008年まで運営された。2008年に賞の運営委員会とギャバンの遺族との間に問題が生じたことにより、賞の名はパトリック・ドヴェール賞と改名された。女優に贈られるロミー・シュナイダー賞と提携関係にある。
1992年、ギャバンが幼少期を過ごしたヴァル＝ドワーズ県メリエルに、ジャン・ギャバン博物館が設立された。博物館の玄関に設置された像はジャン・マレーが彫刻した。

## 日本に与えた影響
食事をする芝居が上手く、高倉健は「食事の芝居はギャバンを見て勉強した」と語っている他、淀川長治も「ジャン・ギャバンは食べるのが上手な俳優」と評していた。また高倉は、京都のいきつけのカフェに「いつも迷惑を掛けているので」とギャバンの特大ポスターをプレゼントしており、そのポスターは今も店のカウンターに貼られている。三船敏郎もギャバンを尊敬している日本の俳優の一人であり、共演予定があったという。
映画通・食通として知られる池波正太郎の代表作『剣客商売』や『鬼平犯科帳』はギャバン作品、とりわけギャバンの食事シーンの芝居の影響が強く見られ、川本三郎も池波の著書『食卓の情景』のギャバン評を引用しており、ただ池波自身は鬼平役＝ギャバンは嫌だと発言している
前述の淀川が「世界一の映画館」とまで評した山形県の酒田市のグリーンハウス、その初代支配人の佐藤久一は「日本一のフランス料理店」とまで言われたル・ポットフーの初代オーナーでもあったが、同店の酒田市内の別店舗の内装はギャバン主演の映画に出てくるレストラン「シャトラン」を手本にしており、久一の伝記の著者の岡田芳郎も同書で「久一は、ル・ポットフーでジャン・ギャバンを演じることにした」と表現した。
宮崎駿は『現金に手を出すな』を再鑑賞した際に、作品と共にギャバンの芝居を絶賛した。
日本語吹き替えは森山周一郎がほぼ専属で担当した。森山の吹き替えは同業者や視聴者から評価が高く、森山本人によると「それまでに（別の声優で）録ってあったジャン・ギャバンの声を全部私で録り直して以後、NHK始め民放全局が私になってしまった」とのこと。前述の宮崎が監督した『紅の豚』で森山は主演を務めているが、演技指導の際に宮崎から「ジャン・ギャバンの吹き替えのような芝居をしてほしい」と言われたことから、同作の主人公の豚のモデルの一つはギャバンと思われる。
千葉真一も準レギュラーで出演していた特撮番組『宇宙刑事ギャバン』の主人公と番組名の由来は、ジャン・ギャバンである。

### ギャバン役を演じた日本の俳優やギャバンと共演した日本の女優
仲代達矢主演の『道』はギャバン作品『へッドライト』のリメイクであり、仲代もギャバンを敬愛し、ギャバン役を演じた。
フランス生まれの日本の女優谷洋子と『その顔をかせ』で共演している。

## 主な出演作品
| 公開年 | 邦題 原題                                                  | 役名                     | 備考                                                                     |
| ------ | ---------------------------------------------------------- | ------------------------ | ------------------------------------------------------------------------ |
| 1933   | 上から下まで Du haut en bas                                | シャルル                 |                                                                          |
| 1933   | トンネル Le tunnel                                         | マック・アラン           |                                                                          |
| 1934   | 白き處女地 Maria Chapdelaine                               | フランソワ               |                                                                          |
| 1934   | はだかの女王 Zouzou                                        | ジャン                   |                                                                          |
| 1934   | ゴルゴダの丘 Golgotha                                      | ピラト                   |                                                                          |
| 1935   | 地の果てを行く La Bandera                                  | ピエール                 |                                                                          |
| 1936   | 我等の仲間 La belle équipe                                 | ジャン                   |                                                                          |
| 1936   | どん底 Les bas-fonds                                       | ペペル                   |                                                                          |
| 1937   | 望郷 Pépé le Moko                                          | ペペ                     |                                                                          |
| 1937   | 大いなる幻影 La grande illusion                            | マレシャル中尉           |                                                                          |
| 1937   | 愛慾 Gueule d'amour                                        | ルシアン                 |                                                                          |
| 1938   | 霧の波止場 Le quai des brumes                              | ジャン                   |                                                                          |
| 1938   | 獣人 La bête humaine                                       | ジャック                 |                                                                          |
| 1939   | 珊瑚礁 Le récif de corail                                  |                          |                                                                          |
| 1939   | 陽は昇る Le jour se lève                                   | フランソワ               |                                                                          |
| 1941   | 曳き船 Remorques                                           | アンドレ                 |                                                                          |
| 1942   | 夜霧の港 Moontide                                          | ボボ                     |                                                                          |
| 1943   | 逃亡者 The Impostor                                        | クレマン/モーリス        |                                                                          |
| 1946   | 狂恋 Martin Roumagnac                                      | マルタン・ルーマニャック |                                                                          |
| 1947   | 面の皮をはげ Miroir                                        | リュサック               |                                                                          |
| 1948   | 鉄格子の彼方 Le mura di Malapaga                           | フランス・ピエール       |                                                                          |
| 1950   | 港のマリィ La Marie du port                                | アンリ・シャトラール     |                                                                          |
| 1951   | 夜は我がもの La nuit est mon royaume                       | レエモン・パンサアル     | ヴェネツィア国際映画祭 男優賞 受賞                                       |
| 1952   | 愛情の瞬間 La minute de vérité                             | ピエエル・リシャアル     |                                                                          |
| 1953   | ラインの処女号 La vierge du Rhin                           | ジャック/マルタン        |                                                                          |
| 1954   | 現金に手を出すな Touchez pas au grisbi                     | マックス                 | ヴェネツィア国際映画祭 男優賞 受賞（『われら巴里っ子』での演技と共に）   |
| 1954   | われら巴里っ子 L'air de Paris                              | ヴィクトル               | ヴェネツィア国際映画祭 男優賞 受賞（『現金に手を出すな』での演技と共に） |
| 1954   | フレンチ・カンカン French Cancan                           | アンリ・ダングラール     |                                                                          |
| 1955   | 筋金を入れろ Razzia sur la Chnouf                          | アンリ・フェレ           |                                                                          |
| 1955   | その顔をかせ Le port du désir                              | ル・ケヴィック船長       |                                                                          |
| 1955   | 首輪のない犬 Chiens perdus sans collier                    | ラミイ判事               |                                                                          |
| 1955   | 地獄の高速道路 Gas-oil                                     | シャプ                   |                                                                          |
| 1956   | ヘッドライト Des gens sans importance                      | ジャン・ヴィァール       |                                                                          |
| 1956   | 殺意の瞬間 Voici le temps des assassins                    | アンドレ                 |                                                                          |
| 1956   | 罪と罰 Crime et châtiment                                  |                          |                                                                          |
| 1956   | パリ横断 La traversée de Paris                             |                          |                                                                          |
| 1957   | 医師 Le cas du Dr Laurent                                  | ローラン                 |                                                                          |
| 1957   | 赤い灯をつけるな Le rouge est mis                          | ルイ・ベルタン           |                                                                          |
| 1958   | 殺人鬼に罠をかけろ Maigret tend un piège                   | メグレ警部               |                                                                          |
| 1958   | レ・ミゼラブル Les Misérables                              | ジャン・バルジャン       |                                                                          |
| 1958   | 夜の放蕩者 Le désordre et la nuit                          | バロワ警部               |                                                                          |
| 1958   | 可愛い悪魔 En cas de malheur                               | アンドレ・ゴビヨ         |                                                                          |
| 1958   | 大家族 Les grandes familles                                | ノエル                   |                                                                          |
| 1959   | 放浪者アルシメード Archimède, le clochard                  |                          | ベルリン国際映画祭 銀熊賞 (男優賞) 受賞                                  |
| 1959   | サン・フィアクル殺人事件 Maigret et l'affaire Saint-Fiacre | メグレ警部               |                                                                          |
| 1959   | 子供たち Rue des Prairies                                  | アンリ                   |                                                                          |
| 1960   | ギャンブルの王様 Le baron de l'écluse                      | アントワーヌ男爵         |                                                                          |
| 1961   | 親分は反抗する Le cave se rebiffe                          |                          |                                                                          |
| 1962   | 冬の猿 Un singe en hiver                                   | アルベール・カンタン     |                                                                          |
| 1962   | エプソムの紳士 Le gentleman d'Epsom                        | リシャール               |                                                                          |
| 1963   | 地下室のメロディー Mélodie en sous-sol                     | シャルル                 |                                                                          |
| 1963   | メグレ赤い灯を見る Maigret voit rouge                      | メグレ警部               |                                                                          |
| 1965   | 皆殺しのバラード Du rififi à Paname                        | ポウロ・レ・ディアム     |                                                                          |
| 1967   | 太陽のならず者 Le soleil des voyous                        | ドニ                     |                                                                          |
| 1967   | パリ大捜査網 Le pacha                                      | ジョス                   |                                                                          |
| 1968   | 刺青の男 Le Tatoué                                         | ルグラン                 |                                                                          |
| 1969   | シシリアン Le clan des Siciliens                           | ヴィットリオ・マナレーゼ |                                                                          |
| 1970   | ジャン・ギャバン/ドン La horse                             | オーギュスト             |                                                                          |
| 1971   | 猫 Le chat                                                 | ジュリアン               | ベルリン国際映画祭 銀熊賞 (男優賞) 受賞                                  |
| 1973   | 事件 L'affaire Dominici                                    | ガストン・ドミニク       |                                                                          |
| 1973   | 暗黒街のふたり Deux hommes dans la ville                   | ジェルマン・カズヌーブ   |                                                                          |
| 1974   | 愛の終わりに Verdict                                       | ミュニエール判事         |                                                                          |
| 1976   | 脱獄の報酬 L'année sainte                                  | マックス・ランベルト     |                                                                          |